# Ottendorf (Gädheim)
Ottendorf ist ein Gemeindeteil der Gemeinde Gädheim im unterfränkischen Landkreis Haßberge in Bayern.

## Geographische Lage
Das Kirchdorf Ottendorf liegt rund zwei Kilometer östlich und mainaufwärts vom Hauptort Gädheim an der B 26, die am rechten Flussufer entlang die beiden Orte verbindet. Es gibt beim Ort selbst keine Flussbrücke auf das südliche Ufer, über dem auf den Randhöhen in einer Nachbargemeinde die A 70 der Talachse folgt.

## Geschichte
Ottendorf wurde möglicherweise bereits im 8. Jahrhundert gegründet. Erstmals wurde der Ort im Jahr 1128 als „Ottohesdorf“ erwähnt, in der heutigen Namensform „Ottendorf“ im Jahr 1277.
Bereits 1151 soll in Ottendorf eine erste Kirche gebaut worden sein. Im Jahr 1435 wurde der Ort eine Filial mit eigenem Pfarrer.
Nachdem Ottendorf im Jahr 1468 eigene Gerichtsbarkeit erlangt hatte, beteiligte sich der Ort nicht am Bauernaufstand von 1525. Dies soll der Ursprung für den Spitznamen „Dachsen“ der Einwohner sein. Nach dem Bauernaufstand wechselte der Ort im Jahr 1541 unter den Herren von Schaumburg zum lutherischen Glauben, wurde aber im Jahr 1587 in der Gegenreformation unter dem Würzburger Fürstbischof Julius Echter von Mespelbrunn wieder katholisch.
Zu den Besitzern des Ortes gehörten auch die Ritter von Wenkheim mit Stammsitz in Großwenkheim. Jobst von Wenkheim verkaufte im Jahr 1517 sein nicht mehr bestehendes Schloss mit den dazugehörigen Ländereien an Lorenz von Bibra.
Gegen Ende des 15. Jahrhunderts wurde die Kirche des Ortes wegen Baufälligkeit durch ein gotisches Kirchengebäude ersetzt. Nachdem dieses im Dreißigjährigen Krieg zerstört worden war, entstand im Jahr 1672 ein neuer Kirchenbau, der im Lauf der Zeit mehrfach erweitert wurde und heute in seinem Glockenturm eine unter Naturschutz stehende Mausohr-Fledermaus-Kolonie beherbergt.
Während des Zweiten Markgrafenkriegs plünderten im Jahr 1553 Truppen von Markgraf Albrecht II. Alcibiades das Schloss. Im Jahr 1796 kam es im Ersten Koalitionskrieg zu Plünderungen und Brandschatzungen im Ort. An die gescheiterte Belagerung der Stadt Wien durch die Türken im Jahr 1683 erinnert ein in der Dorfmitte stehendes Lindenpaar, die Türkenlinde von Ottendorf.
Im Jahr 1653 wurde das örtliche Rathaus erbaut. Nach dessen Abbruch wurde im Jahr 1912 an seiner Stelle das Schulgebäude des Ortes errichtet, das bis 1999 (mit einer Pause zwischen 1973 und 1989) genutzt wurde.
Am 1. Mai 1978 wurde Ottendorf im Rahmen der Gebietsreform in Bayern ein Gemeindeteil von Gädheim.